# Thierry Cérez
Thierry Cérez (né le 11 janvier 1976 à Évry, en Île-de-France), est un patineur artistique français qui a été champion de France en 1998.

## Biographie

### Carrière sportive

#### Enfance
Thierry Cérez est formé par Michel Coqblin dès l'âge de huit ans, à Évry, puis par Philippe Pélissier à Franconville à partir de 1989. Il est très jeune mais est très doué pour les sauts et notamment les triples sauts. Néanmoins il semble avoir un point faible: son manque de musculature. Parallèlement, Thierry suis une scolarité normale, à l'école élémentaire Le Chêne à Brunoy de 1981 à 1987, au collège Les Pyramides à Évry de 1987 à 1991, et aux lycées Robert Schumann (de 1991 à 1993) et Guy de Maupassant (de 1993 à 1995) de Colombes.

#### Saison 1993/1994
Alors que Thierry Cérez est encore au lycée, il participe à son premier Trophée Lalique (7e) puis à ses seconds championnats de France élite à Rouen où il monte sur la 3e marche du podium, aux côtés des deux grands champions français de l'époque, Philippe Candeloro et Éric Millot. Cela va lui permettre de participer pour la première fois à des championnats d'Europe en janvier 1994 à Copenhague où il se place 14e. Troisième français de la compétition continentale, la FFSG (fédération française des sports de glace) ne le sélectionne pas ni pour les Jeux olympiques d'hiver de février 1994 à Lillehammer ni pour les championnats du monde en mars 1994 à Chiba, la France ne disposant que de deux places pour ces deux compétitions. Par contre, elle l'envoie aux championnats du monde junior à Colorado Springs où il prend la 17e place.

#### Saison 1994/1995
Thierry Cérez conserve sa 3e place nationale à Bordeaux et va confirmer les espoirs du patinage français en devenant vice-champion du monde junior à Budapest, derrière le futur champion olympique Ilia Kulik. Il participera également à ces premiers championnats du monde en mars 1995 à Birmingham où il prendra la 16e place.

#### Saison 1995/1996
Thierry Cérez progresse peu dans les classements nationaux et internationaux. En novembre, il se classe 12e du Skate Canada et 8e du Trophée Lalique, puis conserve pour la troisième fois sa médaille de bronze aux championnats de France à Albertville en décembre. Il se classe ensuite 12e des championnats du monde 1996 à Edmonton.

#### Saison 1996/1997
Les premières déceptions vont arriver, alors que la saison commence plutôt bien. En effet, dès octobre, il participe au Skate Canada (7e), puis le mois suivant à la Coupe de Russie (10e) et au Trophée Lalique (4e). À cette dernière compétition, il réussit à se classer au pied du podium. Et puis Thierry va monter d'une marche sur le podium national en devenant vice-champion de France 1997 à Amiens, en l'absence d'Éric Millot. Il est donc sélectionné pour les championnats d'Europe de janvier 1997 qui ont lieu à Paris. Thierry va rater complètement la compétition continentale en se retrouvant à une décevante 19e place. Il aurait semble-t-il été ailleurs pendant la compétition, en raison de l'état de santé critique de son père. Thierry Cérez ne sera alors pas sélectionné par la fédération pour les championnats du monde de mars 1997 à Lausanne.

#### Saison 1997/1998
Ce sont les soutiens de son entourage qui vont le remettre sur les rails pour la saison olympique qui commence. En début de celle-ci, il retrouve son niveau en étant 6e au Trophée Lalique puis 5e du Trophée NHK. En décembre 1997, alors que Philippe Candeloro est grippé et doit renoncer de patiner le libre lors des championnats de France à Besançon, Thierry va en profiter pour conquérir le titre national 1998 en réceptionnant deux triples Axel et cinq autres triples sauts pendant son programme libre. Thierry est au sommet de sa carrière. Il se qualifie évidemment pour les championnats d'Europe de janvier 1998 à Milan où il se classe 14e. Il pense alors aux jeux olympiques de Nagano qui ont lieu en février, mais un contrôle positif à la nandrolone est révélé par l'ISU à la suite de ces championnats d'Europe. Il sera innocenté deux mois après une contre-expertise, mais les jeux sont déjà passés, ainsi que les championnats du monde de mars 1998 à Minneapolis. Cette douloureuse affaire a beaucoup affecté Thierry Cérez et est à l'origine de son changement d'entraîneur. Thierry décide de quitter Philippe Pélissier et choisit André Brunet, l'entraîneur de Philippe Candeloro.

#### Saison 1998/1999
Malgré un nouvel entraîneur, Thierry Cérez ne participera plus à aucune grande compétition internationale. Il se déplace à la Coupe des Nations (5e) et au Trophée Lalique (9e) en novembre, mais perd son titre de champion national à Lyon et redescend sur la 3e marche du podium. Il laisse s'échapper le titre à Laurent Tobel et la médaille d'argent à Vincent Restencourt. C'est sa sixième médaille des championnats de France élite mais ce sera aussi la dernière. Cette troisième place le prive de championnats d'Europe à Prague en janvier 1999 et de championnats du monde en mars 1999 à Helsinki.

#### Saison 1999/2000
Thierry participe encore pour la dernière fois à des épreuves du Grand-Prix. D'abord le Skate America en octobre (10e) puis la Coupe de Russie en novembre (7e), où il doit se contenter de places d'honneur aux deux compétitions. En décembre 1999, il ne se place que 4e des championnats de France 2000 à Courchevel. Il n'est donc pas sélectionné par la fédération pour les grands championnats internationaux à venir.

#### Saison 2000/2001
Thierry est absent des championnats de France 2001 à Briançon. Il poursuit néanmoins sa carrière amateur jusqu'à la saison suivante.

#### Saison 2001/2002
Espérant pouvoir participer aux jeux olympiques d'hiver de 2002 à Salt Lake City, qu'il a manqué il y a quatre ans, il espère un bon résultat aux championnats de France de Grenoble. Mais une 4e place met fin à cet espoir. Il ne participera jamais aux jeux olympiques. En 2002, il décide de quitter le patinage amateur et de passer professionnel.

### Reconversion
Thierry Cérez participe depuis 2002 à des galas de patineurs professionnels.

## Palmarès
| Compétition                   | 1993    | 1994    | 1995    | 1996    | 1997    | 1998    | 1999    | 2000    | 2001    | 2002    |  |  |  |  |
| Jeux olympiques d'hiver       |         |         |         |         |         |         |         |         |         |         |  |  |  |  |
| Championnats du monde         |         |         | 16e     | 12e     |         |         |         |         |         |         |  |  |  |  |
| Championnats d’Europe         |         | 14e     |         |         | 19e     | 14e     |         |         |         |         |  |  |  |  |
| Championnats de France        | 7e      | 3e      | 3e      | 3e      | 2e      | 1er     | 3e      | 4e      | F       | 4e      |  |  |  |  |
| Championnats du monde juniors |         | 17e     | 2e      |         |         |         |         |         |         |         |  |  |  |  |
|                               |         |         |         |         |         |         |         |         |         |         |  |  |  |  |
| Grand Prix ISU                | 1992/93 | 1993/94 | 1994/95 | 1995/96 | 1996/97 | 1997/98 | 1998/99 | 1999/00 | 2000/01 | 2001/02 |  |  |  |  |
| Skate America                 |         |         |         |         |         |         |         | 10e     |         |         |  |  |  |  |
| Skate Canada                  |         |         | 7e      | 12e     | 7e      |         |         |         |         |         |  |  |  |  |
| Coupe de Russie               |         |         |         |         | 10e     |         |         | 7e      |         |         |  |  |  |  |
| Coupe d'Allemagne             |         |         |         |         |         |         | 5e      |         |         |         |  |  |  |  |
| Trophée de France             |         | 7e      |         | 8e      | 4e      | 6e      | 9e      |         |         |         |  |  |  |  |
| Trophée NHK                   |         |         |         |         |         | 5e      |         |         |         |         |  |  |  |  |
| Légende : F = Forfait         |         |         |         |         |         |         |         |         |         |         |  |  |  |  |